# 마랑
마랑(말레이어: Marang)은 트렝가누 주의 구역이다. 중심지는 이 구역과 같은 이름을 가진 마랑리이다. 북쪽으로 쿠알라트렝가누와 쿠알라느루스, 서쪽으로는 훌루트렝가누, 남쪽으로는 둥운과 경계를 맞대고 있다. 동쪽으로 남중국해를 맞보고 있다.